# قصعين شوكي
قصعين شوكي (الاسم العلمي:Salvia carduacea) هو نوع من النباتات يتبع جنس القصعين من الفصيلة الشفوية.